# ترشيحا
ترشيحا  هي بلدة في شمال فلسطين التاريخية على بعد بضعة كيلومترات من الحدود الشمالية مع لبنان، و20 كيلومترًا غرب صفد وتقع في الجليل الأعلى.

## التسمية
تسمية ترشيحا بفتح أوله وسكون ثانيه وكسر ثالثه وياء وحاء وألف. هي كلمة تتألف من جزئين: تر تحريف «طور» أي الجبل وشيحا من «شيح» وهو نبات شجيري، فيكون معناها: «جبل الشيح».

## التاريخ
في عام 1875، زار عالم الآثار فيكتور جويرين فلسطين، وكتب عن مسجد ترشيحا؛ أن بناؤه تم بأمر من الحاكم عبد الله باشا، (حاكم عكا في ذلك الوقت). وفي عام 1993، أشار أندرو بيترسون إلى المسجد خلال تفقده له أنه «بني على الطراز العثماني الكلاسيكي مع أربعة عناصر رئيسية وهي: الفناء، والممر، وقبة قاعة الصلاة، والمئذنة».
تقوم قرية ترشيحا على موقع أثري يضم مدافن مقطوعة في الصخر وصهاريج للمياه، وبالقرب منها تقع عدة خرائب منها: خربة روسيات، وخربة جدين، وخربة جعتون، وخربة عليا، وخربة شغبا. في عام 1931 أجريت تنقيبات في القبور المقطوعة في الصخر، وأكتشف أنها تعود إلى القرن الرابع الميلادي. حيث عثر فيها على خواتم، وأقراط، وأختام مسطحة، وتمائم.
تقع ترشيحا في الشمال الشرقي من عكا، وعلى مسيرة 27 كم عنها. تعلو حوالي 500 متر، وتبلغ مساحتها نحو 279 دونمًا. أقرب القرى إليها معليا في شمالها ثم سحماتا في شرقها. كان في ترشيحا عام 1922 1,880 نسمة.
وفي عام 1931 بلغوا 2,522 نسمة؛ منهم 1,275 ذكرًا و1,247 أنثى يوزعون كما يلي:
| الدين/الجنس                  | ♂ ذكور     | ♀ إناث     | المجموع    |
| ---------------------------- | ---------- | ---------- | ---------- |
| ☪ مسلمون                     | 1,034 نسمة | 1,013 نسمة | 2,047 نسمة |
| † مسيحيون                    | 241 نسمة   | 234 نسمة   | 475 نسمة   |
| المجموع                      | 1,275 نسمة | 1,247 نسمة | 2,522 نسمة |
| مُلاحظة: هذه إحصاءات عام 1931 |            |            |            |

ولهم 584 بيتًا. وفي عام 1945 بلغوا 3,830 شخصًا.

وقد ذُكر في كتاب جغرافية فلسطين ما يلي:
| ” | ومن أهم قرى قضاء عكا ترشيحة. وهي بلدة جبلية إلى الشرق من عكا. وقد أشتهرت بزراعة الدخان وصنع أدوات حديدية نافعة. وفيها نائب حاكم يتولى إدارة ناحيتها وناحية الرامة. ومدرستان للمعارف ومقام للشاذلية. ومنها الشيخ صالح الترشيحي الشاعر. وعدد سكانها نحو 3,000 معظمهم مسملون وفيها قليل من المسيحيين. ولها سوق أسبوعي. | “ |

ومن مواجهات ترشيحا مع الإنكليز في 9 سبتمبر 1936 اشتبك نحو 60 ثائرًا مع الجند والشرطة على طريق ترشيحا - نهاريا، وعلى إثرها قتل 29 ثائرًا وجرح 4، وقتل من الجند 3 وجرح 4. 

### حرب النكبة
في الحرب العربية - اليهودية عام 1948 دمرت معظم ترشيحا بقنابل من الطائرات والمدفعيات، وتم الاستلاء عليها. كان عدد سكانها في 8 نوفمبر 1948 641 نسمة. وفي 31 ديسمبر 1949 كان فيها 639 نسمة. وفي عام 1961 بلغوا 1,150 نسمة.
تأسست معالوت في عام 1957 بجوار قرية ترشيحا العربية. لتضم يهودًا مهاجرين من رومانيا وإيران ولبنان والمغرب. 
في 16 مايو 1963 تم دمجها إداريًا مع ترشيحا العربية تحت إدارة مجلس محلي واحد سمي معالوت ترشيحا. 
في 21 نوفمبر 1995 أصبحت معالوت ترشيحا مدينة رسميًا.